# ۱۳۶۵ (خورشیدی)
سال ۱۳۶۵ در گاه‌شماری هجری خورشیدی سالی عادی بود که در روز جمعه ۱ فروردین و در ساعت ساعت ۱ و ۳۲ دقیقه و ۵۶ ثانیه برابر با ۲۱ مارس ۱۹۸۶ (میلادی) آغاز شد و مطابق سال ۱۹۸۷ (میلادی)-۱۹۸۶ (میلادی) در تقویم گریگوری است. این سال در طالع بینی ایرانی سال ببر است.

## رویدادها
- تاسیس تیم فوتبال فجر سپاسی شیراز

## اربعین
- ۲ آذر - بمباران مدرسهٔ سجادیه در کرمانشاه با بمب‌های خوشه‌ای و کشته و مجروح شدن تعداد زیادی از دانش آموزان ابتدایی و مردم غیرنظامی شهرک سجادیه کرمانشاه.
- ۲۰ دی - بمباران دو مدرسهٔ پسرانه در بروجرد (در استان لرستان) توسط عراق که منجر به کشته شدن ۶۰ دانش‌آموز شد.
- ۱۲ بهمن - بمباران دو مدرسهٔ دخترانه در میانه (در استان آذربایجان شرقی) توسط عراق که منجر به کشته شدن ۳۳ دانش‌آموز و یک خدمتگزار مدرسه شد.
  - جستار وابسته: بمباران مدرسه‌های ایران توسط عراق در زمستان ۱۳۶۵

## زادروزها
- ۱ فروردین - حسام محمودی، بازیگر
- ۱۷ فروردین - نوید محمدزاده، بازیگر
- ۵ اردیبهشت - آرمین ۲ای‌اف‌ام، خواننده
- ۲۶ خرداد - فاطمه اختصاری، شاعر
- ۱۲ مرداد - حصین، خواننده
- ۳۱ مرداد - ویدا جوان، بازیگر
- ۳۰ شهریور - ذبیح الله موسوی وردنجانی ، حکاک و نگارگر
- ۲۴ آبان - امیرعباس گلاب، خواننده
- ۲۷ آبان - سوشا مکانی، بازیکن فوتبال
- ۷ بهمن - آناهیتا درگاهی، بازیگر
- ۷ اسفند - مهرداد پولادی، بازیکن فوتبال
- امیرعلی صادقی ، نویسنده

## درگذشت‌ها
- ۱۴ فروردین - سید محمدکاظم شریعتمداری، مرجع تقلید شیعه
- ۷ اردیبهشت - آتش خیر، بازیگر
- ۱۴ خرداد - سید عباس جولایی، فرمانده
- ۱۹ خرداد - ذبیح‌الله منصوری، مترجم
- ۲۳ تیر - مهدی حمیدی شیرازی، شاعر
- ۲ مهر - علی اکبر خوشدل، شاعر
- ۹ آبان - سلمان هراتی، شاعر
- ۱۸ آبان - کریم کشاورز، مترجم
- ۲۷ آبان - منوچهر بزرگمهر، حقوقدان
- ۲۸ آبان - محمدتقی مدرس رضوی، استاد ممتاز دانشگاه تهران
- ۱۸ بهمن - سید محسن صفوی، فرمانده
- اسفند - سعید نیوندی، کارگردان